# Abel Paz
Pour les articles homonymes, voir Camacho et Paz.
Abel Paz est le nom de plume de Diego Camacho Escámez, un historien, écrivain et militant anarchiste espagnol, né le 12 août 1921 à Almería et mort le 13 avril 2009 à Barcelone.
Contributeur assidu de nombreux titres de la presse libertaire française et espagnole, il est notamment connu pour sa biographie de Buenaventura Durruti qui fait référence.

## Biographie

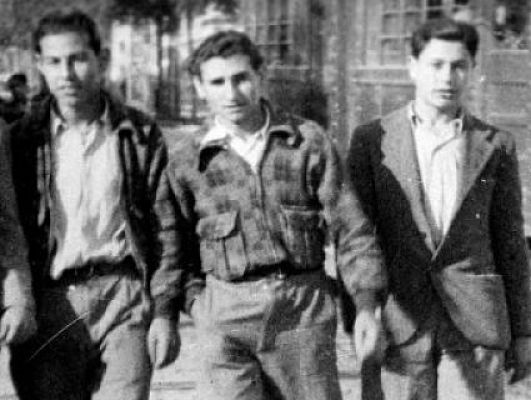
Diego Camacho (Abel Paz), Liberto Sarrau, Federico Arcos, dans les années 1930 sans doute à Barcelone.

Sa vie est profondément liée à l'histoire de la lutte des anarchistes et antifascistes pendant la guerre d'Espagne.
En 1934, il commence à travailler comme ouvrier apprenti dans un atelier textile. Un an plus tard il rejoint les anarcho-syndicalistes de la CNT.
Après le soulèvement nationaliste des 17 et 18 juillet 1936 en Espagne et au début de la guerre civile, trop jeune pour rejoindre les colonnes de miliciens qui partent vers le front d'Aragon, il fonde avec deux amis anarchistes du même âge, Liberto Sarrau et Federico Arcos, un groupe : « Les Quichottes de l'idéal ». Ils publient un petit journal, Le Quichotte, dans lequel ils dénoncent le réformisme rampant qui se dessine au sein des dirigeants de la CNT.
En février 1939, Barcelone tombe aux mains des troupes de Franco : Abel Paz participe alors à la retirada (retraite) et traverse avec des milliers d'autres la frontière française.
Il fait le tour des camps de concentration français (Camp de concentration d'Argelès-sur-Mer, Le Barcarès, Saint-Cyprien). Lors de l'occupation de France par la Wehrmacht, il rentre en Espagne et reprend la lutte dans le maquis. En décembre 1942, il est arrêté et libéré ; en 1943, il se fait arrêter une dernière fois et purge une peine de 9 ans de prison.

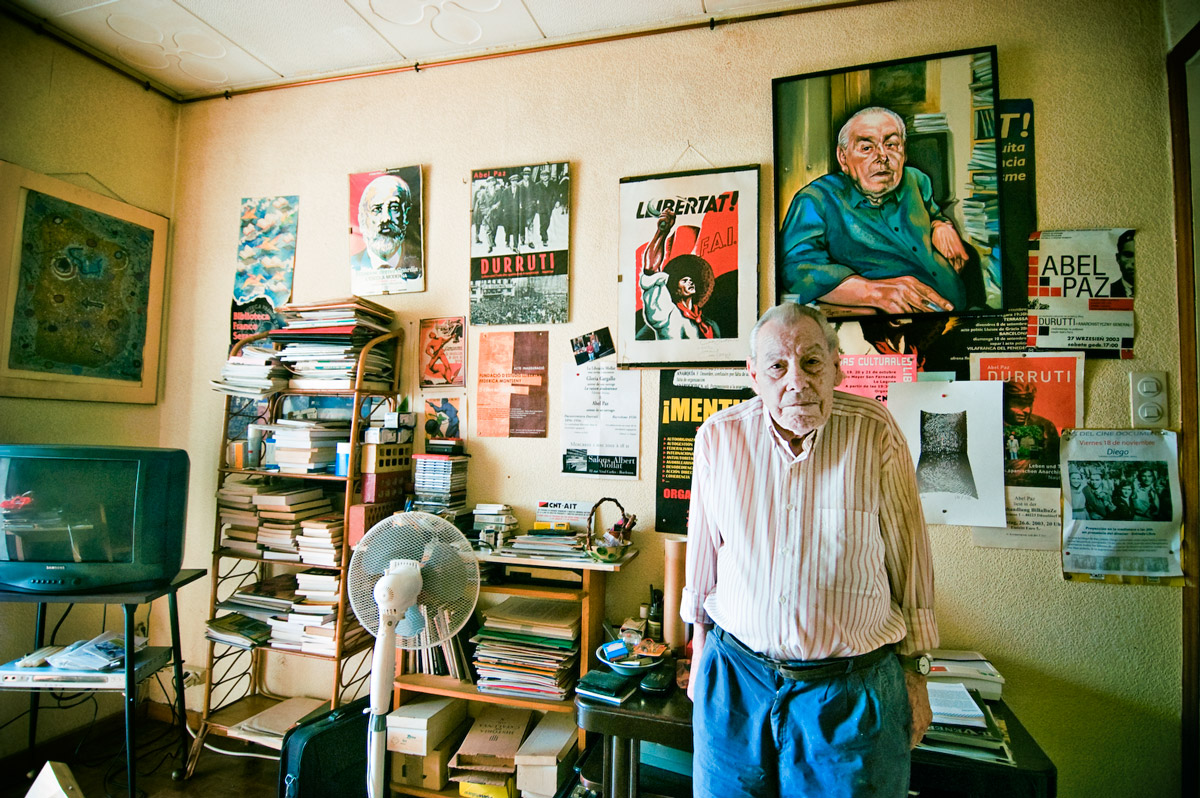
Abel Paz chez lui en 2006.

Libéré en 1953, il se réfugie ensuite en France où il milite au sein de la CNT espagnole en exil.
En 1960, il est admis dans un sanatorium pour suivre un traitement, à cause d'une vieille lésion pulmonaire contractée lors de ses années de prison.
Il exerce divers métiers avant de travailler à l'imprimerie Néogravure.
Il participe aux événements de mai 1968 et s'inscrit en histoire dans la toute nouvelle faculté de Vincennes. Ses travaux sont consacrés à la figure révolutionnaire espagnole Buenaventura Durruti.
En 1972, il publie en français aux éditions la Tête de feuilles la première biographie sur ce personnage central de la révolution espagnole.
En 1977, comme de nombreux exilés en France, il est autorisé à retourner en Espagne. Il s'installe à Barcelone dans le quartier populaire de Gracia. Depuis, il a écrit de nombreux livres sur l'histoire du mouvement libertaire espagnol, ainsi que ses mémoires.
Abel Paz meurt le lundi 13 avril 2009 à Barcelone.

## Œuvre
- Durruti, le peuple en armes, Éditions de la Tête de Feuilles, 1972.
- Un anarchiste espagnol, Durruti, Quai Voltaire, Paris, 1993.
- Durruti (1896-1936), L'Insomniaque, Paris, 1996.
- Chronique passionnée de la Colonne de Fer, Libertad CNT-RP, 1997 ; rééd. Nautilus, Paris, 2002.
- Guerre d'Espagne, Hazan, 1997.
- Buenaventura Durruti 1896-1936 : un combattant libertaire dans la révolution espagnole, Éditions de Paris, 2000.
- Barcelone 1936, un adolescent au cœur de la révolution espagnole, Éditions La Digitale, 2001.
- Scorpions et figues de Barbarie. Mémoires 1921-1936, éditions Rue des Cascades, 2020.
- Au pied du mur. Mémoires (1942-1954), éditions Rue des Cascades, 2023.
- (es) Paradigma de una revolución (19 de julio de 1936), Ed. AIT, Paris, 1967
- (es) Los Internacionales en la región española (1868-1872), editorial EA, Barcelone, 1992

## Audio-visuel
- Durruti, portrait d'un anarchiste, de Jean-Louis Comolli et Ginette Lavigne (2000) : Abel Paz a participé au tournage en qualité de conseiller historique.
- Frédéric Goldbronn, Diego, Cauri Films, 2001.